# Осада Каменца (1228)
Осада Каменца — один из основных эпизодов междоусобной войны после смерти Мстислава Удатного, удачная оборона пограничного волынского города силами Даниила Романовича от войск широкой русско-половецкой коалиции.

## История
Во второй половине 1220-х годов в Волынском княжестве имел место необычный случай наследования. Мстислав Ярославич Немой перед смертью завещал Луцк Даниилу Романовичу, поручив ему своего сына Ивана (вскоре умершего), в нарушение прав своих старших племянников Ярослава и Владимира Ингваревичей.
Ярослав занял Луцк, а пинские князья — Чарторыйск. Даниил заручился поддержкой Мстислава Удатного, но тот вскоре умер (1228). Тогда Даниил отобрал у Ярослава Луцк, дав ему два мелких города уже как подручнику, а сыновей Ростислава пинского захватил в Чарторыйске. Это стало поводом для похода против Даниила соединённых сил Владимира Рюриковича киевского, Михаила Всеволодовича черниговского (включая курян и новгородцев) и половцев Котяна, состоявших также в союзе с контролирующими Галич венграми.
Даниил решил остановить союзников на границе Волынского княжества, сев в осаду в Каменце и таким образом задержав противников (некоторыми историками летописный Каменец именно применительно к описываемым событиям отождествляется с Кременцом — одним из немногих русских городов, не взятых монголо-татарами во время их нашествия на Русь).
Даниил попросил о помощи краковского князя Лешко Белого (несколько раз в начале 1220-х годов помогавшего ему против Мстислава Удатного и Александра белзского) и договорился с половецким ханом Котяном (дедом своей жены по матери) об отводе войск. Котян покинул союзников, пограбил галицкую землю, контролируемую венграми, и ушёл в степь. Союзники предпочли снять осаду и вернуться домой. Даниил же, дождавшись прихода польской помощи, провёл при участии Александра белзского ответный поход в Киевское княжество и заключил мир.

## Итоги
Пинские князья с тех пор стали подручниками Даниила, а Владимир Рюрикович киевский — его союзником. Тем самым Даниил перехватил стратегическую инициативу и смог впервые завладеть Галичем в 1230 году.